# Spanyolország a 2022. évi téli olimpiai játékokon
Spanyolország a kínai Pekingben megrendezett 2022. évi téli olimpiai játékok egyik részt vevő nemzete volt. Az országot az olimpián 6 sportágban 14 sportoló képviselte, akik összesen 1 érmet szereztek.

## Érmesek
| Érem  | Versenyző         | Sportág   | Versenyszám  |
| ----- | ----------------- | --------- | ------------ |
| Ezüst | Queralt Castellet | Snowboard | Női halfpipe |

## Alpesisí
Férfi
| Versenyző        | Versenyszám            | 1. futam      | 1. futam      | 2. futam | 2. futam | Összesítés    | Összesítés    |
| Versenyző        | Versenyszám            | Idő           | Hely.         | Idő      | Hely.    | Idő           | Helyezés      |
| ---------------- | ---------------------- | ------------- | ------------- | -------- | -------- | ------------- | ------------- |
| Adur Etxezarreta | Lesiklás               |               |               |          |          | 1:44,12       | 17.           |
| Adur Etxezarreta | Szuperóriás-műlesiklás |               |               |          |          | nem ért célba | nem ért célba |
| Joaquim Salarich | Műlesiklás             | nem ért célba | nem ért célba | kiesett  | kiesett  | kiesett       | kiesett       |

Női
| Versenyző | Versenyszám      | 1. futam | 1. futam | 2. futam      | 2. futam      | Összesítés | Összesítés |
| Versenyző | Versenyszám      | Idő      | Hely.    | Idő           | Hely.         | Idő        | Helyezés   |
| --------- | ---------------- | -------- | -------- | ------------- | ------------- | ---------- | ---------- |
| Núria Pau | Óriás-műlesiklás | 1:04,19  | 40.      | nem ért célba | nem ért célba | kiesett    | kiesett    |

## Műkorcsolya
| Versenyző                    | Versenyszám | Rövid program | Rövid program | Kűr    | Kűr   | Összesítés | Összesítés |
| Versenyző                    | Versenyszám | Pont          | Hely.         | Pont   | Hely. | Pont       | Helyezés   |
| ---------------------------- | ----------- | ------------- | ------------- | ------ | ----- | ---------- | ---------- |
| Laura Barquero Marco Zandron | Páros       | 63,34         | 11.           | 118,02 | 11.   | 181,36     | 11.        |
| Olivia Smart Adrián Díaz     | Jégtánc     | 77,70         | 9.            | 121,41 | 6.    | 199,11     | 8.         |

## Síakrobatika
Akrobatika
Férfi
| Versenyző       | Versenyszám | Selejtező | Selejtező | Selejtező | Selejtező     | Selejtező | Döntő    | Döntő    | Döntő    | Döntő         | Döntő    |
| Versenyző       | Versenyszám | 1. futam  | 2. futam  | 3. futam  | Jobb eredmény | Hely.     | 1. futam | 2. futam | 3. futam | Jobb eredmény | Helyezés |
| --------------- | ----------- | --------- | --------- | --------- | ------------- | --------- | -------- | -------- | -------- | ------------- | -------- |
| Javier Lliso    | Big air     | 90,25     | 80,50     | 79,50     | 170,75        | 9.        | 51,25    | 89,00    | 82,50    | 171,50        | 6.       |
| Javier Lliso    | Slopestyle  | 21,95     | 69,16     |           | 69,16         | 14.       | kiesett  | kiesett  | kiesett  | kiesett       | kiesett  |
| Thibault Magnin | Big air     | 41,25     | 21,75     | 38,50     | 79,75         | 28.       | kiesett  | kiesett  | kiesett  | kiesett       | kiesett  |
| Thibault Magnin | Slopestyle  | 33,06     | 14,78     |           | 33,06         | 29.       | kiesett  | kiesett  | kiesett  | kiesett       | kiesett  |

## Sífutás
Távolsági
Férfi
| Versenyző   | Versenyszám | Klasszikus | Klasszikus | Szabad  | Szabad | Összesen  | Összesen |
| Versenyző   | Versenyszám | Idő        | Hely.      | Idő     | Hely.  | Idő       | Helyezés |
| ----------- | ----------- | ---------- | ---------- | ------- | ------ | --------- | -------- |
| Imanol Rojo | 15 km       |            |            |         |        | 41:24,2   | 39.      |
| Imanol Rojo | 30 km       | 41:37,7    | 26.        | 38:54,0 | 15.    | 1:21:09,2 | 21.      |
| Imanol Rojo | 50 km       |            |            |         |        | 1:14:50,5 | 21.      |

Sprint
| Versenyző   | Versenyszám         | Selejtező | Selejtező | Negyeddöntő | Negyeddöntő | Elődöntő | Elődöntő | Döntő   | Helyezés |
| Versenyző   | Versenyszám         | Idő       | Hely.     | Idő         | Hely.       | Idő      | Hely.    | Idő     | Helyezés |
| ----------- | ------------------- | --------- | --------- | ----------- | ----------- | -------- | -------- | ------- | -------- |
| Jaume Pueyo | Férfi egyéni sprint | 2:55,76   | 37.       | kiesett     | kiesett     | kiesett  | kiesett  | kiesett | 37.      |

## Snowboard
Akrobatika
Női
| Versenyző         | Versenyszám | Selejtező | Selejtező | Selejtező     | Selejtező | Döntő    | Döntő    | Döntő    | Döntő         | Helyezés                 |
| Versenyző         | Versenyszám | 1. futam  | 2. futam  | Jobb eredmény | Hely.     | 1. futam | 2. futam | 3. futam | Jobb eredmény | Helyezés                 |
| ----------------- | ----------- | --------- | --------- | ------------- | --------- | -------- | -------- | -------- | ------------- | ------------------------ |
| Queralt Castellet | Halfpipe    | 78,75     | 49,50     | 78,75         | 4.        | 69,25    | 90,25    | 78,25    | 90,25         | 2. helyezett, ezüstérmes |

Snowboard cross
| Versenyző     | Versenyszám | Rangsorolás | Rangsorolás | Nyolcaddöntő | Negyeddöntő | Elődöntő | Döntő       | Helyezés |
| Versenyző     | Versenyszám | Idő         | Hely.       | Helyezés     | Helyezés    | Helyezés | Helyezés    | Helyezés |
| ------------- | ----------- | ----------- | ----------- | ------------ | ----------- | -------- | ----------- | -------- |
| Lucas Eguibar | Férfi       | 1:18,73     | 21.         | 2.           | 2.          | 4.       | Kisdöntő 3. | 7.       |

## Szkeleton
| Versenyző       | Versenyszám | 1. futam | 1. futam | 2. futam | 2. futam | 3. futam | 3. futam | 4. futam | 4. futam | Összesítés | Összesítés |
| Versenyző       | Versenyszám | Idő      | Hely.    | Idő      | Hely.    | Idő      | Hely.    | Idő      | Hely.    | Idő        | Helyezés   |
| --------------- | ----------- | -------- | -------- | -------- | -------- | -------- | -------- | -------- | -------- | ---------- | ---------- |
| Ander Mirambell | Férfi       | 1:02,45  | 23.      | 1:03,36  | 25.      | 1:02,34  | 24.      | kiesett  | kiesett  | 3:08,15    | 24.        |